# Gitta og Geza Stammer
Gitta Stammer (født 1920, død 27. maj 2008) og Geza Stammer (født 1923, død – 1990). Parret blev i 1985 kendt, da det kom frem, at de gennem 13 år havde huset den eftersøgte krigsforbryder Josef Mengele i Brasilien.
Gita og Geza var begge født i Ungarn og emigrerede af politiske grunde til Østrig efter 2. verdenskrig og blev gift i Graz. I 1948 udvandrede parret til Brasilien. Geza fik arbejdede som ingeniør ved forskellige virksomheder omkring Rio de Janieiro samt Sao Paulo, og blev derefter selvstændig landmåler. I 1959 købte parret en farm ved Araraquara, 350 kilometer nordvest for Sao Paulo. Gitta Stammer varetog meget af arbejdet med at dyrke kaffe og ris, mens Geza periodevis var bortrejst for at arbejde.
I den tyske klub for emigranter i Sao Paolo lærte parret Østrigeren Wolfgang Gerhard at kende. De fortalte ham bl.a. om det hårde arbejde på farmen og i 1961 forslog Wolfgang Gerhard dem at møde schweizeren Peter Hochbichler som var interesseret i at finde arbejde og havde erfaring med landbrug, samt endda havde nogle penge som han kunne investere i farmen. Gerhard røbede ikke over for dem, at Hochbichler i virkeligheden var den eftersøgte krigsforbryder og tidligere nazi-læge Josef Mengele. Parret indvilligede i at antage Hochbichler, med aftale om at han skulle gå til hånde på farmen for kost og logi.
Den 27. januar 1962, på årsdagen for Auschwitz' befrielse, så Gitta Stammer et foto i avisen af den eftersøgte Josef Mengele, som lignede Hochbichler påfaldende, bl.a. stemte Mengeles karakteristiske mellemrum mellem de to midterste fortænder fuldstændig overens med deres logerende. Gitta Stammer konfronterede Hochbichler med avisfotoet og han indrømmede at være Mengele, men afviste at have noget som helst at gøre med anklagerne mod sig. Parret besluttede ikke at forvise Mengele fra farmen, men øjnede i stedet en mulighed for at tjene økonomisk på deres forsatte medvirken til at holde Mengele skjult. Geza Stammer kontaktede Wolfang Gerhard og krævede, at hvis Mengele skulle bo og arbejde hos dem, så var det nødvendigt at flytte til en mere isoleret farm tættere på Sao Paolo, og Mengele måtte bidrage i investeringen.
I 1962 flyttede Gitta og Geza Stammer sammen med Mengele til farmen Santa Luzia ved Serra Negra, ca. 200 kilometer nordvest for Sao Paolo. Mengele bidrog med 25.000 US-dollars i købet af den 45 hektar store kaffeplantage. Hans Sedlmeier som var Mengeles mellemmand i kontakten til sin familien, fløj til Brasilien og overtalte Gitta og Geza Stammer til forsat at holde Mengele skjult og forsikrede dem samtidig om at anklagerne mod Mengele var usande. De efterfølgende år blev klimaet mellem Stammer-familien og Mengele stadigt mere anstrengt og skænderier var hyppige. Flere gange fik Stammer-familien penge af Hans Sedlmeier for ikke bringe deres forsatte tavshed om Mengele i fare. I 1975, efter at konflikterne mellem parterne havde varet i årevis, blev det besluttet at Mengele måtte flytte og Mengele flyttede ind en bungalow ejet af Wolfram og Liselotte Bossert i en nedslidt forstad til Sao Paolo.
Da Mengele-sagen blev oprullet i juni 1985 og Mengeles tidligere kontakter og skjulesteder i Sydamerika afdækkedes, blev Gitta og Geza Stammer afhørt af det Brasilianske politi og deres hjem ransaget. Efterfølgende gav Gitta Stammer interviews til pressen. Hun medvirkede efterfølgende i tv-dokumentarer om Mengele og krævede penge for at medvirke.